# تشجت (حقيبة نووية)

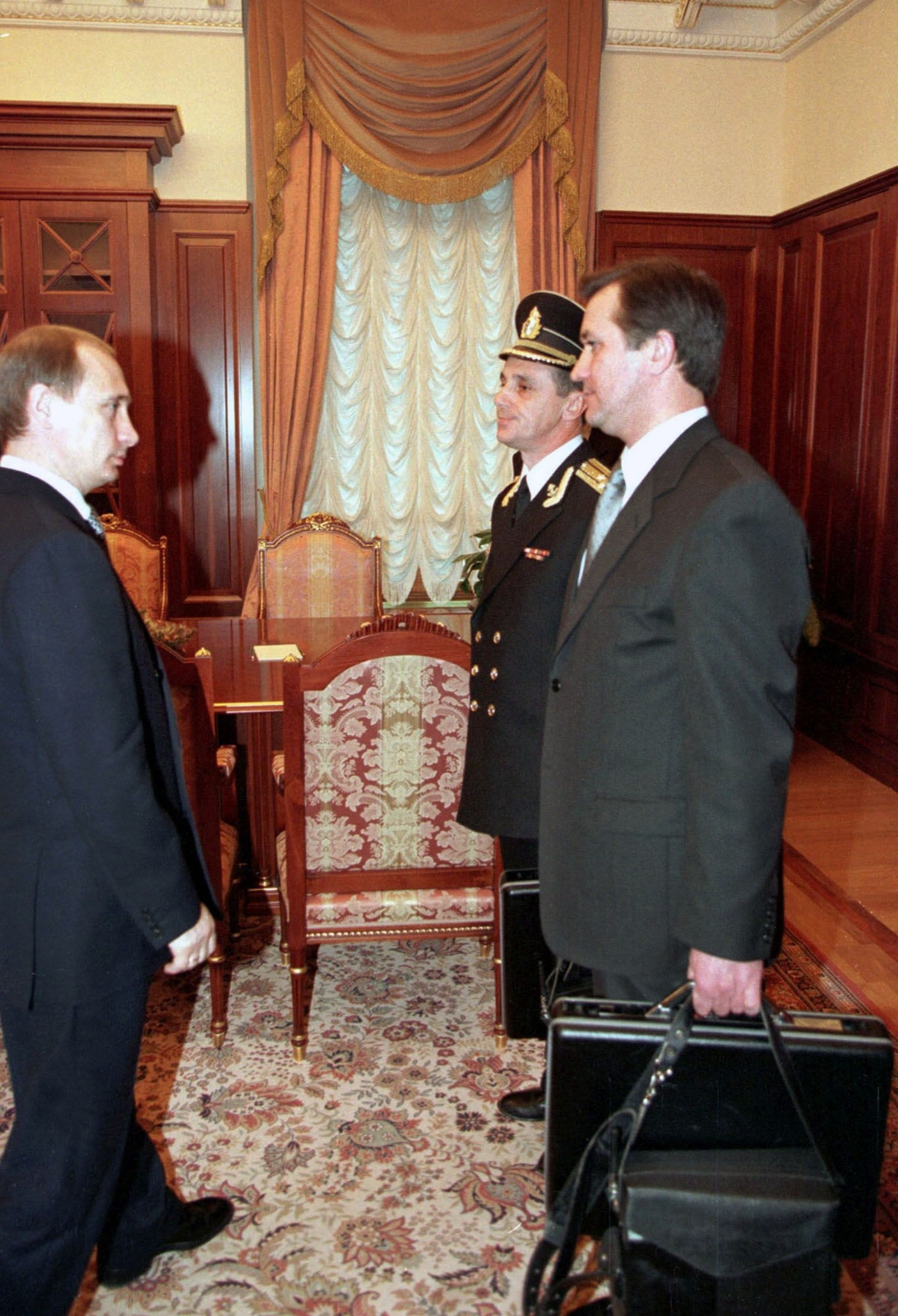
الرئيس بوتين يتلقى الحقيبة النووية للسيطرة على القوات النووية الروسية في 31 ديسمبر1999.

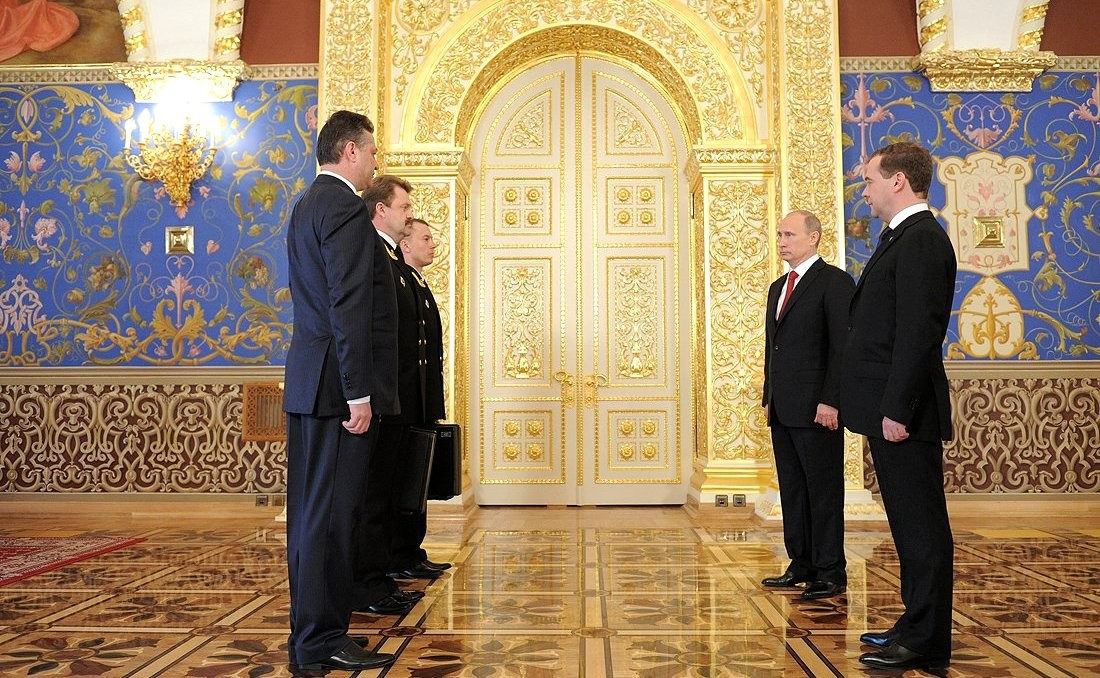
مراسم تمرير الحقيبة النووية خلال تنصيب فلاديمير بوتين عام 2012.

تشجت أو تشغت (بالروسية: Чегет) هي حقيبة نووية وجزء من النظام التلقائي للقيادة والسيطرة على القوات النووية الاستراتيجية الروسية.

## التاريخ
طُورت هذه الأداة خلال إدارة يوري أندروبوف في أوائل الثمانينيات حيث تم وضع الحقيبة في الخدمة كما تولى ميخائيل جورباتشوف منصبه كأمين عام للجنة المركزية للحزب الشيوعي في الاتحاد السوفيتي في مارس 1985 وهي متصله بنظام اتصالات خاص «يدعم التواصل بين كبار المسؤولين الحكوميين عندما يتخذون قرار استخدام الأسلحة النووية وفي حد ذاتها يتم تشغيل كازبيك والذي يضم جميع الأفراد والوكالات المعنية في القيادة والسيطرة على القوات النووية الاستراتيجية».
الرئيس الروسي لديه الحقيبة في متناول يده في جميع الأوقات. ومع أنه ليس من المعلوم حقيقة، إلا أنه يفترض عادة أن الحقائب النووية تكون في حوزة وزير الدفاع ورئيس هيئة الأركان العامة. تتلقى الأركان العامة الإشارة ويطلق الضربة النووية من خلال تمرير رموز التفويض إلى مجمعات إطلاق الصواريخ وغواصات الصواريخ الباليستية أو عن طريق إطلاق الصواريخ الباليستية العابرة للقارات والقذائف التي تطلق من الغواصات.
في 25 يناير 1995 في حادثة الصاروخ النرويجي تم تفعيل الشيقت ردا على صاروخ برانت من الدرجة الثانية على أربعة مراحل حيث أطلقه علماء نرويجيون وأمريكيون، وكانت هذه هي المرة الوحيدة التي تُنشط فيها الحقيبة النووية استعدادًا لهجوم نووي.